# Chlorella
Chlorella je rod zelenih algi iz porodice Chlorellaceae. Živi u slatkim vodama. Nastala je prije oko dvije i pol milijarde godina, te je među najstarijim oblicima života na Zemlji.

## Izgled
Chlorella je jednostanična alga okruglastog oblika. Tamnozelene je boje, a promjer joj je 2-10 mikrometara. Stanična stijenka joj je vrlo čvrsta, te je uglavnom sastavljena od celuloze. Unutar stanice nalaze se i jezgra, škrobna zrnca, kloroplast i mitohondriji. Bičeva nema. 

## Chlorellau prehrani
Primamljiv je izvor hrane jer je bogata bjelančevinama i drugim hranjivim tvarima; kad se osuši, sadrži 45% bjelančevina, 20% masti, 20% ugljikohidrata, 5% vlakana, te 10% vitamina i minerala. Chlorella je korisna kod kontrole težine, sprječavanja raka, te kao potpora imunološkom sustavu.